# كبش غربي (الرقة)
كبش غربي قرية سورية تتبع ناحية مركز الرقة في منطقة مركز الرقة في محافظة الرقة. بلغ عدد سكانها 1272 نسمة في عام 2004 حسب إحصاء المكتب المركزي للإحصاء.